# ヒューズ・エア・ウエスト
ヒューズ・エア・ウエスト (Hughes Airwest) は、かつてアメリカ合衆国に存在した航空会社。大富豪のハワード・ヒューズがオーナーであった航空会社のうちの1社である。

## 概要
その前身となるエア・ウエスト航空は、以下の3社が1968年4月17日に合併・発足した。
- 1941年にサウスウエストエアウェイズ（1971年に設立されたサウスウエスト航空とは無関係）として設立されたパシフィック航空。カリフォルニア州サンフランシスコを拠点として、オレゴン州ポートランドから南カリフォルニアまでの、いわゆるアメリカ西海岸の都市を結んでいた。
- アリゾナ州フェニックスを拠点として、南カリフォルニアとラスベガス・ソルトレイクシティへの各都市を結んでいたボナンザ航空。
- シアトルのボーイングフィールドを拠点に、アメリカ西海岸の北側の各都市を結んでいたウエストコースト航空。

1966年までトランス・ワールド航空の所有者であり、かつては自らも飛行家として名を馳せたハワード・ヒューズは、航空業界への参入、開拓に熱心で、1968年にヒューズ・ツール社を通じてエア・ウエスト航空の買収提案を行なった。これは、ヒューズ側の一方的な買収提案に近い状態であったという。エア・ウエスト航空では、これを投機的な買収と考え、この提案を受け入れなかった。
そこで、ヒューズは別会社としてヒューズ・エアという持ち株会社を設立し、ヒューズ・エアがエア・ウエスト航空を買収するという方策で、ハワード・ヒューズ自身は大株主にならない状態にした。ヒューズの持ち株比率は22パーセントだったというが、ヒューズ・エアの大株主はヒューズであったため、実質的にはヒューズ自身がエア・ウエスト航空を買収したのと同じことであった。
こうして、1970年にエア・ウエスト航空はヒューズに買収され、社名もヒューズ・エア・ウエストに変更された。同時に、コールサインも「Air West」から「Hughes Air」に変更された。他のアメリカの地域航空会社がそうであったように、同社もまた各都市を結ぶ路線からネットワークを拡大し、デンバーやミルウォーキー、ヒューストンなどの都市へ長距離路線を運航するようになる。やがて、アメリカ西海岸一帯の国内線のみならず、カナダ・メキシコへの近距離国際線の運航も手がけることになった。
また、映画界にも身をおいていたヒューズの人脈から、クリント・イーストウッドやソンドラ・ロックの出演した映画「ガントレット」にも、同社の飛行機が登場した。ロックは皮肉を込めて「エア・ワースト」と呼んでいたという。
しかし、この発展も長くは続かなかった。1976年、同社の実質的なオーナーであるヒューズが他界、同社はオーナーを失った。その後、ヒューズ・ツールと同社の経営はスマ社に引き継がれ、同社は1980年にリパブリック航空に売却された。リパブリック航空はもともとアメリカ東海岸から中央部に営業エリアを展開しており、アメリカ西海岸を中心に営業エリアを展開していた同社を買収することで、リパブリック航空はアメリカ全土を営業エリアにする航空会社となった。そのリパブリック航空も、1986年にノースウエスト航空に買収されている。

## 機材

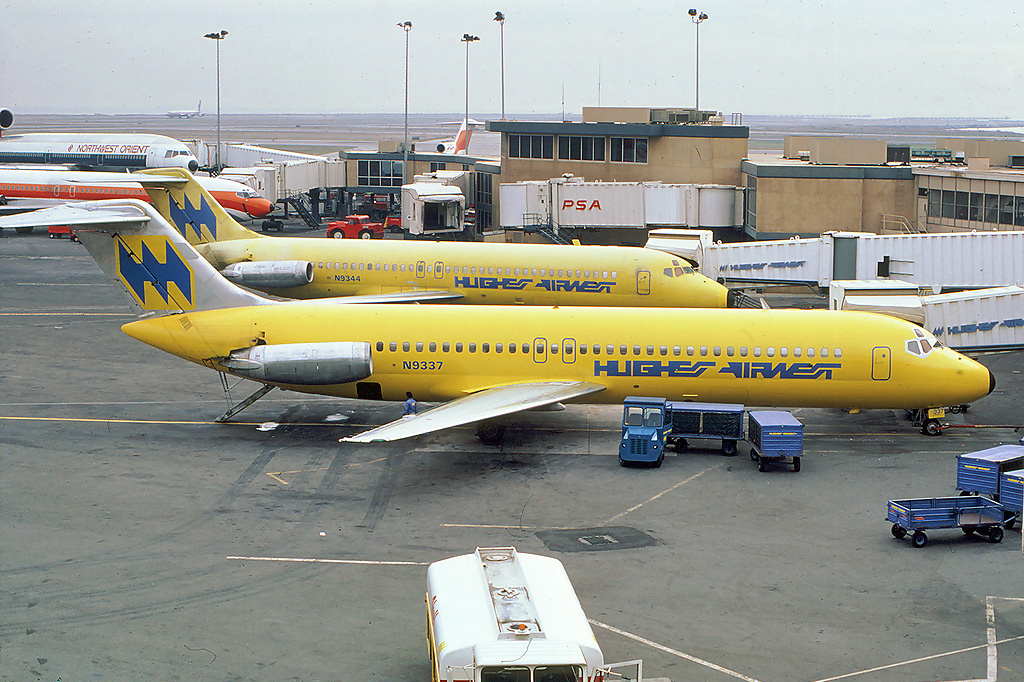
ヒューズ・エア・ウエストのDC-9

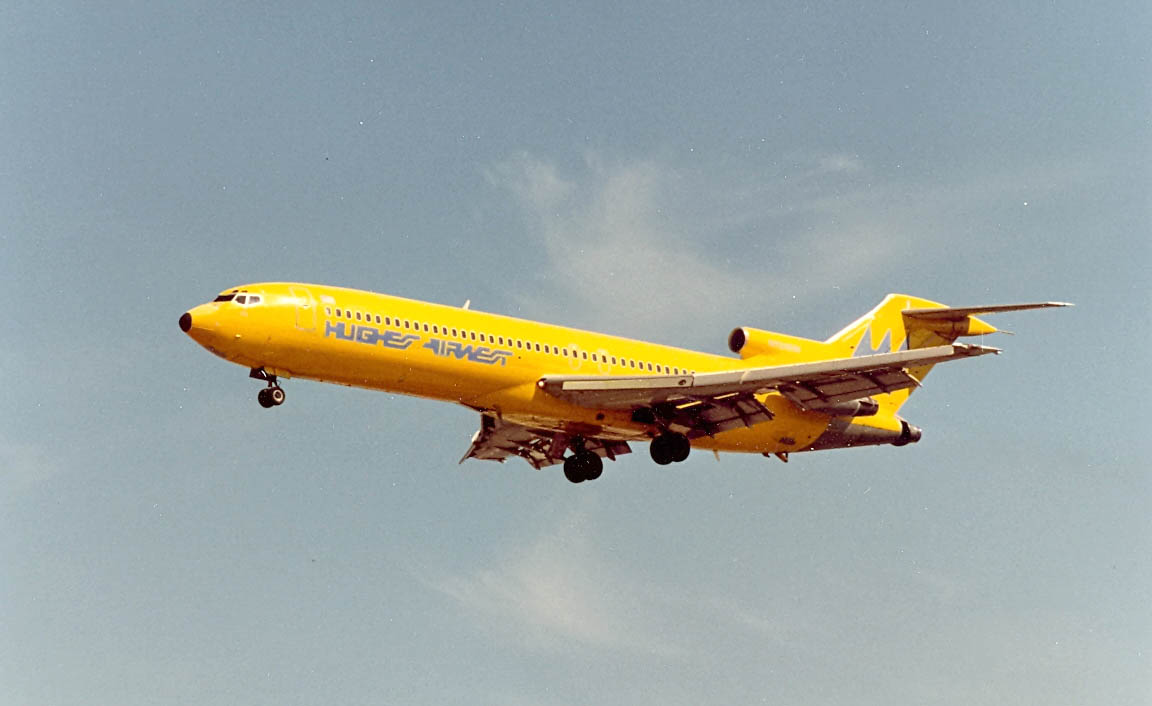
ボーイング727

エア・ウエスト航空として発足した当初はボーイング727・ダグラスDC-9、フォッカーF27フレンドシップおよびパイパー・アステカという機材構成で、ヒューズ・エア・ウエストとなってからもその機材構成を引き継ぐことになった。
機体はバナナのような黄色一色に塗装され、前方の客室窓の下にデフォルメした紫色の"Hughes Airwest"というロゴを入れていた。機体の色から、利用者からは「フライング・バナナ」とも呼ばれた。また、同社もキャッチコピーとして"Top Banana in the West"という表現を使用していた。